# Tropico 4
Tropico 4 is een videospel dat is ontwikkeld door Haemimont Games en gepubliceerd door Kalypso Media. Het doel van het spel is om een beschaving op te bouwen. De speler kruipt daarvoor in de rol van "El Presidente", de president van het Spaanstalige eiland waar het spel zich afspeelt. Het spel, dat voortbouwt en sterk lijkt op Tropico 3, werd in 2011 voor Windows uitgebracht en is onder andere verkrijgbaar via Steam. Sinds de zomer van 2013 is het ook beschikbaar in de Mac App Store.

## Beschrijving
Het spel heeft 10 voorgeprogrammeerde eilanden waar de speler uit kan kiezen. Daarnaast kan de speler zelf een eiland maken. In de uitbreidingspakketten zitten meer eilanden.
De speler kan kiezen uit een lijst met dictators uit de echte wereld, allemaal van Spaans- of Portugeestalige landen (waaronder Fidel Castro en António Salazar). Het personage wordt "El Presidente", de president van het eiland. De speler kan ook zelf een personage maken.
Het basisspel heeft 20 missies, verdeeld over 10 verschillende eilanden. Daarnaast is er een zandbak-modus, waarin de speler de vrijheid heeft om zonder missies een eiland op te bouwen. De speler kan huizen, scholen, hotels, supermarkten, casino's, energiecentrales, vliegvelden en nog veel meer gebouwen plaatsen. Zo kan er geld verdiend worden.